# Offenau
Offenau település Németországban, azon belül Baden-Württembergben. Lakosainak száma 2918 fő (2023. december 31.).

## Népesség
A település népessége az elmúlt években az alábbi módon változott:
| Lakosok száma | 1596 | 1841 | 2334 | 2353 | 2337 | 2467 | 2657 | 2715 | 2694 | 2918 |
|               | 1961 | 1967 | 1974 | 1980 | 1987 | 1993 | 2000 | 2006 | 2013 | 2023 |